# Hilleborg
Hilleborg är ett kvinnonamn.
Den 31 december 2014 fanns det totalt 4 kvinnor folkbokförda i Sverige med namnet Hilleborg, varav endast en bar det som tilltalsnamn.
Namnsdag: saknas